# Listă de personalități născute în Berlin
Aceasta este o listă alfabetică pe domenii a personalităților născute în orașul Berlin.

## Politicieni,activiști,oameni de stat
- Eduard Bernstein (1850 - 1932), politician, fondator al socialismului democratic;
- Frederic Wilhelm al II-lea al Prusiei (1744 - 1797), rege al Prusiei;
- Gregor Gysi (n. 1948), avocat, politician;
- Stéphane Hessel (1917 - 2013), luptător în Rezistența germană;
- Prințesa Louise a Prusiei (1838 - 1923), fiica lui Wilhelm I al Germaniei;
- Erich Mielke (1907 - 2000), ministru în Republica Democrată Germană;

- Walther Rathenau (1867 - 1922), antreprenor, politician;
- Baldur von Schirach (1907 - 1974), deputat în Germania nazistă;
- François Seydoux de Clausonne (1905 - 1981), diplomat;
- Gustav Stresemann (1878 - 1929), cancelar al Germaniei, laureat al Premiului Nobel pentru Pace;
- Wilhelm al II-lea al Germaniei (1859 - 1941), ultimul împărat al Germaniei;
- Otto Winzer (1902 - 1975), ministru în Republica Democrată Germană;
- Klaus Wowereit (n. 1953), președinte al Bundesratului.

## Ofițeri
- Leo von Caprivi (1831 - 1899), general-maior, cancelar;
- Karl Dönitz (1891 - 1980), amiral, președinte interimar al Germaniei după moartea lui Hitler;
- Erich von Manstein (1887 - 1973), mareșal al Wehrmachtului;
- Adalbert al Prusiei (1811 - 1873), amiral, fiul lui Wilhelm al Prusiei;
- Prințul Augustus Ferdinand al Prusiei (1730 - 1813), general de infanterie, prinț al Prusiei;
- Prințul Friedrich Karl al Prusiei (1828 - 1885), fiul Prințului Carol al Prusiei, feldmareșal;
- Prințul Henric al Prusiei (1726 - 1802), general, prinț al Prusiei;
- Alfred von Schlieffen (1833 - 1913), mareșal, șef de stat major al Imperiului German;

## Oameni de știință,ingineri,inventatori
- Otto Wilhelm Hermann von Abich (1806 - 1886), mineralog, geolog;
- Heinrich Louis d'Arrest (1822 - 1875), astronom;
- Paul Bachmann (1837 - 1920), matematician;
- Wilhelm von Beetz (1822 - 1886), fizician;
- Lazarus Bendavid (1762 - 1832), matematician, filozof;
- Karl Wilhelm Borchardt (1817 - 1880), matematician;
- Constantin Carathéodory (1873 - 1950), matematician;
- Max Delbrück (1906 - 1981), biofizician;
- Ferdinand Georg Frobenius (1849 - 1917), matematician;
- Alexandre Grothendieck (1928 - 2014), matematician;
- Alexander von Humboldt (1769 - 1859), geograf, naturalist;
- Andreas Sigismund Marggraf (1709 - 1782), chimist;
- Alfred Wegener (1880 - 1930), meteorolog;
- Rainer Weiss (n. 1932), fizician; Premiul Nobel pentru Fizică;
- Carl Ludwig Willdenow (1765 - 1812), botanist, farmacist;
- Ernst Zermelo (1871 - 1953), matematician.
- Konrad Zuse (1910 - 1995), inginer, inventator;

## Medici
- Ludwig Aschoff (1866 - 1942), patolog;
- Werner Forssmann (1904 - 1979), cercetările în domeniul cateterismului cardiac;

## Scriitori,jurnaliști,traducători
- Achim von Arnim (1781 - 1831), prozator;
- Thomas Brussig (n. 1964), scriitor;
- Sefton Delmer (1904 - 1979), jurnalist;
- Stéphane Hessel (1917 - 2013), scriitor;
- Paul Heyse (1830 - 1914), scriitor, Premiul Nobel pentru Literatură;
- Bel Kaufman (1911 - 2014), scriitoare americană;
- Beate Klarsfeld (n. 1939), jurnalistă;
- Nelly Sachs (1891 - 1970), scriitoare;
- Ludwig Tieck (1773 - 1853), scriitor;

## Artiști
- Max Ackermann (1887 - 1975), artist grafic și pictor;
- Frank Auerbach (n. 1931), pictor;
- Walter Gropius (1883 - 1969), arhitect;
- Max Liebermann (1847 - 1935), pictor;
- Gabriele Münter (1877 - 1962), pictoriță;
- Helmut Newton (1920 - 2004), fotograf;

## Muzicieni
- Lina Abarbanell (1879 - 1963), soprană;
- Bela B. (n. 1962), cântăreț;
- Blixa Bargeld (n. 1959), muzician rock;
- Tim Bendzko (n. 1985), cantautor;
- Shlomo Carlebach (1925 - 1994), compozitor;
- Roger Cicero (1970 - 2016), cântăreț de jazz;
- Wilhelm Furtwängler (1886 - 1954), compozitor, dirijor.

- Manuel Göttsching (n. 1952), compozitor;
- Klaus Hoffmann (n. 1951), cântăreț, compozitor, actor;
- Gundula Janowitz (n. 1937), soprană;
- Paul Landers (n. 1964), muzician, chitarist;
- Paul Lincke (1866 - 1946), compozitor;
- Christian Lorenz (n. 1966), muzician;
- Albert Lortzing (1801 - 1851), compozitor, libretist, interpret, dirijor;
- Ivan Rebroff (1931 - 2008), cântăreț;
- Hermann Scherchen (1891 - 1966), dirijor;
- Irmin Schmidt (n. 1937), compozitor;
- Christoph Schneider (n. 1966), muzician;
- Klaus Schulze (n. 1947), compozitor de muzică electronică;
- Christian Thielemann (n. 1959), dirijor;
- Klaus Voorman (n. 1938), artist, muzician, producător;
- Gerhard Wendland (1916 - 1996), cântăreț;
- Carl Friedrich Zelter (1758 - 1832), compozitor, dirijor.

## Științe umaniste(filozofi,filologi,lingviști,istorici)
- Walter Benjamin (1892 - 1940), filozof, traducător;
- Ludwig Borchardt (1863 - 1938), egiptolog;
- Hans Lenk (n. 1935), filozof, sportiv;
- Herbert Marcuse (1898 - 1979), filozof, sociolog;
- William Stern (1871 - 1938), psiholog, filozof;

## Oameni deteatrușiteleviziune
- Nadja Auermann (n. 1971), actriță;
- Julia Biedermann (n. 1967), actriță;
- Anne-Sophie Briest (n. 1974), actriță;
- Gabriella Brum (n. 1962), fotomodel;
- Marlene Dietrich (1901 - 1992), actriță și cântăreață, decorată cu Legiunea de onoare;
- Angelica Domröse (n. 1941), actriță.

- Hansjörg Felmy (1931 - 2007), actor;
- Götz George (1938 - 2016), actor, fiu al actorilor Heinrich George și Berta Drews;
- Brigitte Helm (1906 - 1996), actriță;
- Karoline Herfurth (n. 1984), actriță;
- Susan Hoecke (n. 1981), actriță, fotomodel;
- Julia Jentsch (n. 1978), actriță, premiată cu unul din Premiile Academiei Europene de Film;
- Nastassja Kinski (n. 1961), actriță, fotomodel;
- Brigitte Krause (1929 - 2007), actriță;
- Nicolette Krebitz (n. 1972), actriță, muziciană și regizoare;
- Günter Lamprecht (n. 1930), actor;
- Walter Lassally (1926 - 2017), director de imagine;
- Siegfried Lowitz (1914 - 1999), actor;
- Dominic Monaghan (n. 1976), actor britanic;
- Mike Nichols (1931 - 2014), regizor de film, televiziune și teatru, scenarist, comediant;
- Christiane Paul (n. 1974), actriță;
- Christina Plate (n. 1965), actriță;
- Henriette Richter-Röhl (n. 1982), actriță;
- Elke Sommer (n. 1940), actriță, cântăreață;
- Katharina Thalbach (n. 1954), actriță, regizoare;
- Nora Tschirner (n. 1981), actriță, moderatoare;
- Maxi Warwel (n. 1983), actriță;
- Heidemarie Wenzel (n. 1945), actriță;

## Sportivi
- Irene Abel (n. 1953), gimnastă;
- Franziska van Almsick (n. 1978), înotătoare;
- Hakan Balta (n. 1983), fotbalist;
- Jan Behrendt (n. 1967), săniuță;
- Jutta Behrendt (n. 1960), canotor;
- Wolfgang Behrendt (n. 1936), pugilist;
- Martina Bischof (n. 1957), canotoare;
- Jérôme Boateng (n. 1988), fotbalist;
- Kevin-Prince Boateng (n. 1987), fotbalist;
- Walter Brack (1880 - 1919), înotător;
- Norman Bröckl (n. 1986), canotaj;
- Guido Buchwald (n. 1961), fotbalist;
- Antje Buschschulte (n. 1978), înotător;
- Erwin Casmir (1895 - 1982), scrimă;
- Christine Errath (n. 1956), patinaj artistic;
- Maxi Gnauck (n. 1964), cea mai bună gimnastă germană;
- Manuela Groß (n. 1957), patinaj artistic;
- Wolfgang Gunkel (n. 1948), canotaj.

- Patrick Hausding (n. 1989), sărituri în apă;
- Achim Hill (1935 - 2015), canotaj;
- Rainer Höft (n. 1956), handbalist;
- Daniela Hunger (n. 1972), înotătoare;
- Thomas Huschke (n. 1947), ciclist;
- Robert Huth (n. 1984), fotbalist;
- Marina Janicke (n. 1954), săritoare la trambulină;
- Heike Kemmer (n. 1962), călărie;
- Kerstin Kielgass (n. 1969), înotătoare;
- Anja Kluge (n. 1964), canotaj;
- Lars Kober (n. 1976), canotaj;
- Ditte Kotzian (n. 1979), sărituri în apă;
- Niko Kovač (n. 1971), fotbalist;
- Manfred Kurzer (n. 1970), tir sportiv.

- Maximilian Levy (n. 1987), ciclist;
- Pierre Littbarski (n. 1960), fotbalist;
- Sven Loll (n. 1964), judoka;
- Jörg Lucke (n. 1942), canotaj;
- Katrin Mattscherodt (n. 1981), patinaj viteză;
- Maximilian Mittelstädt (n. 1997), fotbalist;
- Michael Nikolay (n. 1956), gimnast;
- Jürgen Nöldner (n. 1941), fotbalist;
- Maike Nollen (n. 1977), canotaj;
- Claudia Pechstein (n. 1972), patinaj;
- Uwe Peschel (n. 1968), ciclist;
- Ronald Rauhe (n. 1981), canotaj;
- Emil Rausch (1883 - 1954), înotător;
- Klaus Richtzenhain (n. 1934), atletism;
- Antonio Rüdiger (n. 1993), fotbalist;
- René Schöfisch (n. 1962), patinaj viteză;
- Manuela Stellmach (n. 1970), înotător;
- Frank Terletzki (n. 1950), fotbalist;
- Marion Tietz (n. 1952), handbalistă;
- Stefan Ulm (n. 1975), canotaj;
- Thomas Ulrich (n. 1975), pugilist;
- Oktay Urkal (n. 1970), pugilist;
- Marina Wilke (n. 1958), canotaj;
- André Wohllebe (1962 - 2014), canotaj;
- Jörg Woithe (n. 1963), înotătoare;
- Jenny Wolf (n. 1979), patinaj viteză;
- Georg Zacharias (1884 - 1953), înotător;

## Alte categorii
- Sanne Ledermann (1828 - 1943), tânără ucisă la Auschwitz;
- Ernst Litfaß (1816 - 1874), publicist, om de afaceri;
- Klaus Wagenbach (n. 1930), editor.